# Interkontinentální pohár 2001
Čtyřicátý ročník Interkontinentálního poháru byl odehrán 27. listopadu 2001 na Olympijském stadionu v Tokiu, kde se pravidelně hrál pravidelně již od roku 1980. Ve vzájemném zápase se střetli vítěz Ligy mistrů UEFA v ročníku 2000/01 – FC Bayern Mnichov a vítěz Poháru osvoboditelů v ročníku 2001 – CA Boca Juniors.

## Zápas
| 27. listopadu 2001 19.20 JST (UTC +9) (11.20 SEČ) |        |                 |                                                        |
| FC Bayern Mnichov                                 | 1 : 0  | CA Boca Juniors | Olympijský stadion, Tokio rozhodčí: Kim Milton Nielsen |
| Kuffour 109'                                      | Report |                 | Olympijský stadion, Tokio rozhodčí: Kim Milton Nielsen |

| FC Bayern Mnichov | Boca Juniors |

|                 |    |                  |      |      |
|                 |    |                  |      |      |
| GK              | 1  | Oliver Kahn      |      |      |
| RB              | 2  | Willy Sagnol     |      |      |
| LB              | 3  | Bixente Lizarazu |      |      |
| CB              | 4  | Samuel Kuffour   | 29'  |      |
| CB              | 12 | Robert Kovač     |      |      |
| RM              | 8  | Niko Kovač       |      | 76'  |
| CM              | 23 | Owen Hargreaves  | 72'  | 76'  |
| CM              | 17 | Thorsten Fink    |      |      |
| LM              | 13 | Paulo Sérgio     |      |      |
| CF              | 9  | Giovane Élber    | 106' |      |
| CF              | 14 | Claudio Pizarro  |      | 118' |
| Substitutes:    |    |                  |      |      |
| GK              | 22 | Bernd Dreher     |      |      |
| GK              | 33 | Stefan Wessels   |      |      |
| DF              | 25 | Thomas Linke     |      |      |
| MF              | 30 | Alou Diarra      |      |      |
| MF              | 6  | Pablo Thiam      |      | 118' |
| MF              | 10 | Ciriaco Sforza   |      | 76'  |
| FW              | 19 | Carsten Jancker  |      | 76'  |
| Manager:        |    |                  |      |      |
| Ottmar Hitzfeld |    |                  |      |      |

|                |    |                            |         |          |
|                |    |                            |         |          |
| GK             | 1  | Óscar Córdoba              | 102'    |          |
| DF             | 4  | Jorge Martínez             |         | 18'      |
| DF             | 6  | Rolando Schiavi            | 111'    |          |
| DF             | 2  | Nicolás Burdisso           |         |          |
| DF             | 14 | Clemente Rodríguez         | 70'     |          |
| MF             | 5  | Mauricio Serna             | 5'      |          |
| MF             | 13 | Cristian Traverso          |         |          |
| MF             | 26 | Javier Villarreal          |         | 100'     |
| MF             | 10 | Juan Román Riquelme        |         |          |
| FW             | 7  | Guillermo Barros Schelotto | 83'     |          |
| FW             | 16 | Marcelo Delgado            | 19' 46' |          |
| Substitutes:   |    |                            |         |          |
| GK             | 12 | Roberto Abbondanzieri      |         |          |
| DF             | 20 | Joel Barbosa               |         |          |
| DF             | 22 | José María Calvo           |         | 18' 111' |
| MF             | 28 | Gustavo Pinto              |         | 100'     |
| MF             | 21 | Christian Gimenez          |         |          |
| FW             | 9  | Antonio Barijho            |         |          |
| FW             | 18 | Ariel Carreño              |         | 111'     |
| Manager:       |    |                            |         |          |
| Carlos Bianchi |    |                            |         |          |

| Muž zápasu: Samuel Kuffour (FC Bayern Mnichov) Asistenti rozhodčího: Jørgen Jepsen Mikael Nilsson Čtvrtý rozhodčí: Masayoshi Okada |

## Vítěz
| Interkontinentální pohár 2001 FC Bayern Mnichov (2. vítězství) |